# Управление и обслужване на компютърни средства и системи
Управление и обслужване на компютърни средства и системи е подотрасъл на дейностите в областта на информационните технологии в Статистическата класификация на икономическите дейности за Европейската общност.
Секторът обхваща поддръжката на компютърни системи и средства за обработка на данни, разположени на място при клиента.